# Карстен Пумп
Карстен Пумп (нім. Carsten Pump; нар. 30 вересня 1976, Альтенберг, Німеччина) — німецький біатлоніст,  триразовий чемпіон Європи з біатлону, призер етапів кубка світу з біатлону. 

## Кар'єра в Кубку світу
- Дебют в кубку світу — 5 грудня 2002 року в спринті в Естерсунді — 26 місце.
- Перше попадання в залікову зону — 5 грудня 2002 року в спринті в Естерсунді — 26 місце.
- Перший особистий подіум — 1 грудня 2007 року в спринті в Контіолахті — 3 місце.

## Найкращий результат у сезоні
| № п/п | Сезон     | Місце проведення | Дисципліна           | Результат |
| ----- | --------- | ---------------- | -------------------- | --------- |
| 1     | 2002-2003 | Естерсунд        | Спринт               | 26        |
| 2     | 2003-2004 | Антхольц         | Спринт               | 64        |
| 3     | 2004-2005 | Ханти-Мансійськ  | Гонка переслідування | 32        |
| 4     | 2005-2006 | Контіолахті      | Спринт               | 9         |
| 5     | 2006-2007 | Осло             | Індивідуальна гонка  | 10        |
| 6     | 2007-2008 | Контіолахті      | Спринт               | 3         |

За свою кар'єру виступів на етапах кубка світу Карстен 3 разів підіймався на подіум. 2 із 3 подіумів Карстен здобув у складі естафетних збірних.

## Загальний залік в Кубку світу
- 2002-2003 — 77-е місце (5 очок)
- 2005-2006 — 50-е місце (65 очок)
- 2006-2007 — 46-е місце (59 очок)
- 2007-2008 — 34-е місце (155 очок)

## Статистика стрільби
| № п/п | Сезон     | Загальна        | Індивідуальна гонка | Спринт        | Гонка переслідування | Мас-старт     | Естафета      |
| ----- | --------- | --------------- | ------------------- | ------------- | -------------------- | ------------- | ------------- |
| 1     | 2005-2006 | 72,2% (140/194) | 92,5% (37/40)       | 68,3% (41/60) | 66,3% (53/80)        | 0,0% (0/0)    | 64,3% (9/14)  |
| 2     | 2006-2007 | 82,5% (66/80)   | 95,0% (19/20)       | 70,0% (14/20) | 82,5% (33/40)        | 0,0% (0/0)    | 0,0% (0/0)    |
| 3     | 2007-2008 | 82,6% (276/334) | 75,0% (30/40)       | 85,6% (77/90) | 84,0% (84/100)       | 81,3% (65/80) | 83,3% (20/24) |